# Comuna Höganäs
Höganäs (Höganäs kommun) este o comună din comitatul Skåne län, Suedia, cu o populație de 25.084 locuitori (2013).

## Geografie

### Zone urbane
Lista celor mai mari zone urbane din comună (anul 2015) conform Biroului Central de Statistică al Suediei:
| Nr | Zona urbană | Pop.   |
| -- | ----------- | ------ |
| 1  | Höganäs     | 14.778 |
| 2  | Viken       | 4.489  |
| 3  | Jonstorp    | 1.972  |
| 4  | Arild       | 713    |
| 5  | Mölle       | 634    |
| 6  | Mjöhult     | 322    |
| 7  | Farhult     | 312    |
| 8  | Ingelsträde | 250    |

## Demografie
| \| Evoluția demografică în comuna Höganäs, 1970–2015 \| Evoluția demografică în comuna Höganäs, 1970–2015 \| Evoluția demografică în comuna Höganäs, 1970–2015 \| Evoluția demografică în comuna Höganäs, 1970–2015 \| Evoluția demografică în comuna Höganäs, 1970–2015 \| \| ----------------------------------------------------------------------------------------------------- \| ------------------------------------------------- \| ------------------------------------------------- \| ------------------------------------------------- \| ------------------------------------------------- \| \| An \| \| \| Locuitori \| \| \| 1970 \| 1970 \| \| 19014 \| 19014 \| \| 1975 \| 1975 \| \| 21267 \| 21267 \| \| 1980 \| 1980 \| \| 22111 \| 22111 \| \| 1985 \| 1985 \| \| 22212 \| 22212 \| \| 1990 \| 1990 \| \| 22654 \| 22654 \| \| 1995 \| 1995 \| \| 22854 \| 22854 \| \| 2000 \| 2000 \| \| 22639 \| 22639 \| \| 2005 \| 2005 \| \| 23482 \| 23482 \| \| 2010 \| 2010 \| \| 24637 \| 24637 \| \| 2015 \| 2015 \| \| 25610 \| 25610 \| \| Sursa: SCB - Statistika Centralbyrån, Folkmängd efter region, civilstånd, ålder och kön. År 1968–2016 \| \| \| \| \| |      |  |           |       |
| Evoluția demografică în comuna Höganäs, 1970–2015 |      |  |           |       |
| An |      |  | Locuitori |       |
| 1970 | 1970 |  | 19014     | 19014 |
| 1975 | 1975 |  | 21267     | 21267 |
| 1980 | 1980 |  | 22111     | 22111 |
| 1985 | 1985 |  | 22212     | 22212 |
| 1990 | 1990 |  | 22654     | 22654 |
| 1995 | 1995 |  | 22854     | 22854 |
| 2000 | 2000 |  | 22639     | 22639 |
| 2005 | 2005 |  | 23482     | 23482 |
| 2010 | 2010 |  | 24637     | 24637 |
| 2015 | 2015 |  | 25610     | 25610 |
| Sursa: SCB - Statistika Centralbyrån, Folkmängd efter region, civilstånd, ålder och kön. År 1968–2016 |      |  |           |       |